# Rhaebo haematiticus
Espèce
Synonymes
- Bufo haematiticus Cope, 1862
- Bufo haematiticus var. lachrymans Cope, 1862
- Bufo caeruleocellatus Fowler, 1913

Statut de conservation UICN

 LC  : Préoccupation mineure
Rhaebo haematiticus est une espèce d'amphibiens de la famille des Bufonidae.

## Répartition
Cette espèce se rencontre entre 20 et 1 300 m d'altitude :
- dans l'est du Honduras ;
- dans l'est du Nicaragua ;
- au Costa Rica ;
- au Panamá ;
- en Colombie sur le versant Ouest de la cordillère Occidentale et sur le versant Est de la cordillère Centrale ;
- dans le nord-est de l'Équateur ;
- au Venezuela dans la Serranía de Perijá.

## Description
Les mâles mesurent de 42 à 62 mm et les femelles de 50 à 80 mm.

## Publication originale
- Cope, 1862 : Catalogues of the Reptiles Obtained during the Explorations of the Parana, Paraguay, Vermejo and Uraguay Rivers, by Capt. Thos. J. Page, U. S. N.; And of Those Procured by Lieut. N. Michler, U. S. Top. Eng., Commander of the Expedition Conducting the Survey of the Atrato River. Proceedings of the Academy of Natural Sciences of Philadelphia, vol. 14, p. 346-359+594 (texte intégral).